# Звёзды Шакена

Логотип фестиваля

«Звёзды Шакена» (каз. Шәкен Жұлдыздары) — ежегодный фестиваль игровых и анимационных фильмов. Проходит в городе Алма-Ате с 2003 года.
«Звёзды Шакена» является первым независимым фестивалем в Казахстане. Фестиваль проходит каждый год. Назван в честь известного советского казахского режиссёра и актёра Шакена Айманова.

## Цели и задачи
Основная задача фестиваля — стимулирование профессионального роста молодых казахских кинематографистов.

## Номинации

### Секция «Кино молодых»
- Игровое кино полный метр
- Игровое кино короткий метр
- Неигровое кино полный метр
- Неигровое кино короткий метр
- Анимация

### Секция «Дебют»
- Игровое кино
- Неигровое кино

### Секция «Студенческое кино»
- Игровое кино
- Неигровое кино

## Сроки проведения
С 2003 по 2013 год обычно проходил в мае. В 2014-2017 годах фестиваль не проводился. Последний раз проводился в ноябре 2018 года под названием "Фестиваль Шакена Айманова".